# 베른 알프스
베른 알프스는 스위스 알프스 서쪽 산지에 분포하는 일련의 산악지대를 일컫는 말이다. 이름 자체가 베른의 영역 내에 속해 있다는 생각을 주지만 사실은 발레주와 근접한다.
론강 협곡에 따라 여러 알프스의 이름이 구분되는데 서쪽으로는 샤블레 알프스, 남쪽으로는 페나인 알프스와 접한다. 론강 협곡 상류가 분수계의 역할을 하면서 남동쪽으로는 레폰틴 알프스가 있으며 그림젤 고개와 아르 협곡이 우리 알프스를 동쪽으로 가른다. 북쪽 가장자리는 사실 분명히 정의되지 않았으며 레만호에서 루체른호 일대를 일컫는 것으로 본다.
베른 알프스는 아레강으로 통하며 북쪽에는 지류인 자네강, 남으로는 론강, 동으로는 로이스강과 만난다.

## 지리

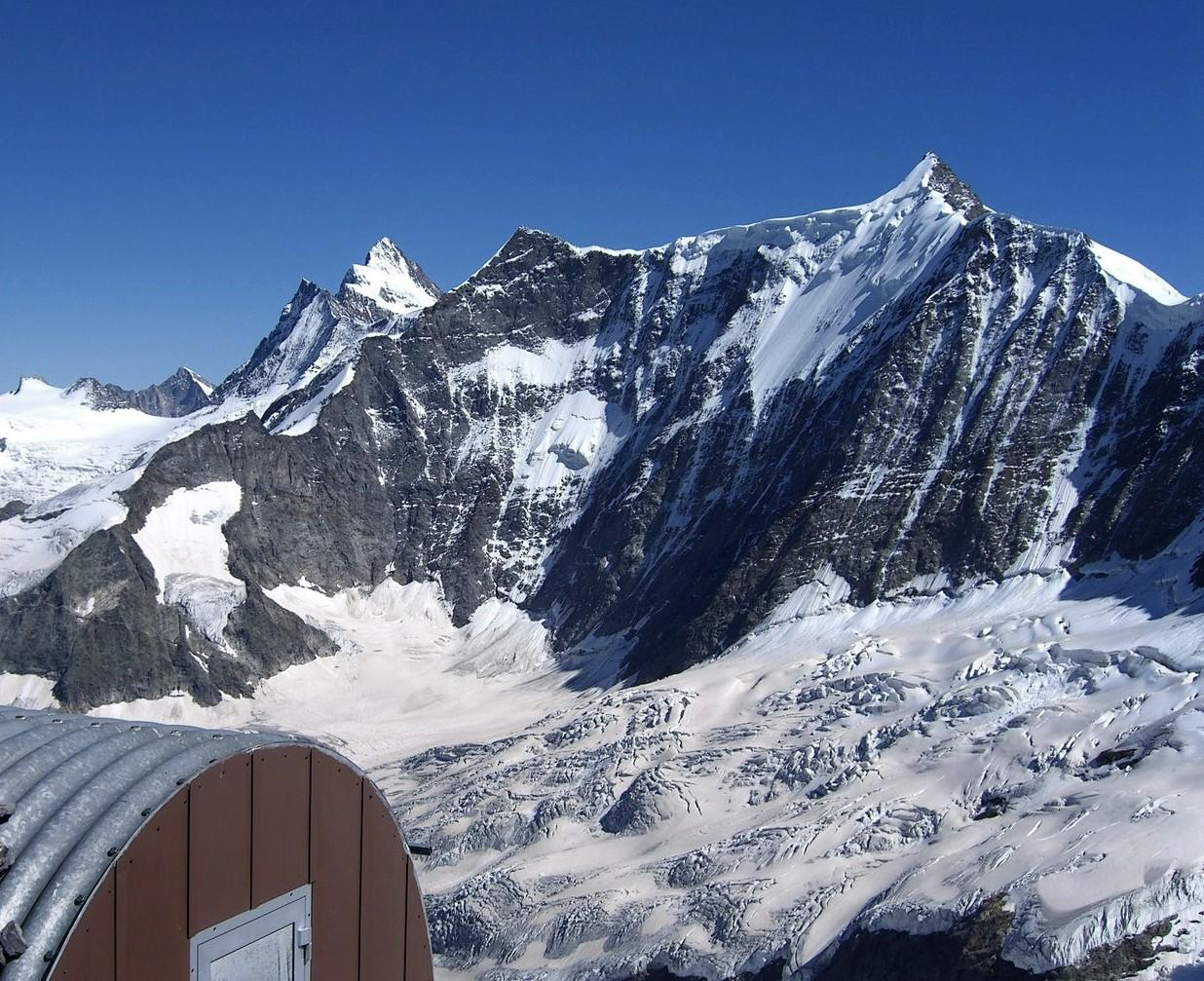
그로스 피셔호른의 북쪽면

알프스산맥 중에서도 가장 뛰어난 경관을 자랑하는 곳으로 꼽히는 베른 알프스는 생모리츠 협곡과 제네바호로 통하는 곳인 론강을 거쳐 그림젤 고개로 연결된다. 한편으로는 로이스강을 통해 우르너 알프스와 만나는 지점까지로 볼 수도 있다. 주요한 산등성이는 100km 길이에 달하며 대개 그 지표는 서쪽의 모르글레스에서 동쪽의 시델혼까지이다. 가장 높은 봉우리는 핀스터아어호른이며 지중해와 북해로 향하는 물줄기를 가르는 분수령으로써 베른주와 발레 주 사이에 위치한다. 서쪽 끝부분을 제외하면 라인강과 론강을 가르는 셈이다. 이 부분은 산줄기의 정중앙에 위치하지 않고 남쪽의 론강에 10~15km 정도 치우쳐 있어 다른 곳과 큰 차이를 낳는다. 남쪽과는 달리 짧은 골짜기를 이루면서 깊은 물줄기를 이룬 점에서이다.
겜미 고개의 서쪽 일대는 대개 굵직한 고개로 이루어져 있어 대개는 3000m를 약간 넘으며 빙하로 덮여 있다. 동쪽 부분의 주요 등성이는 급작스럽게 넓어져 봉우리는 4000m에 이르며 가장 빙하가 많이 분포하는 부분이다.

## 탐험

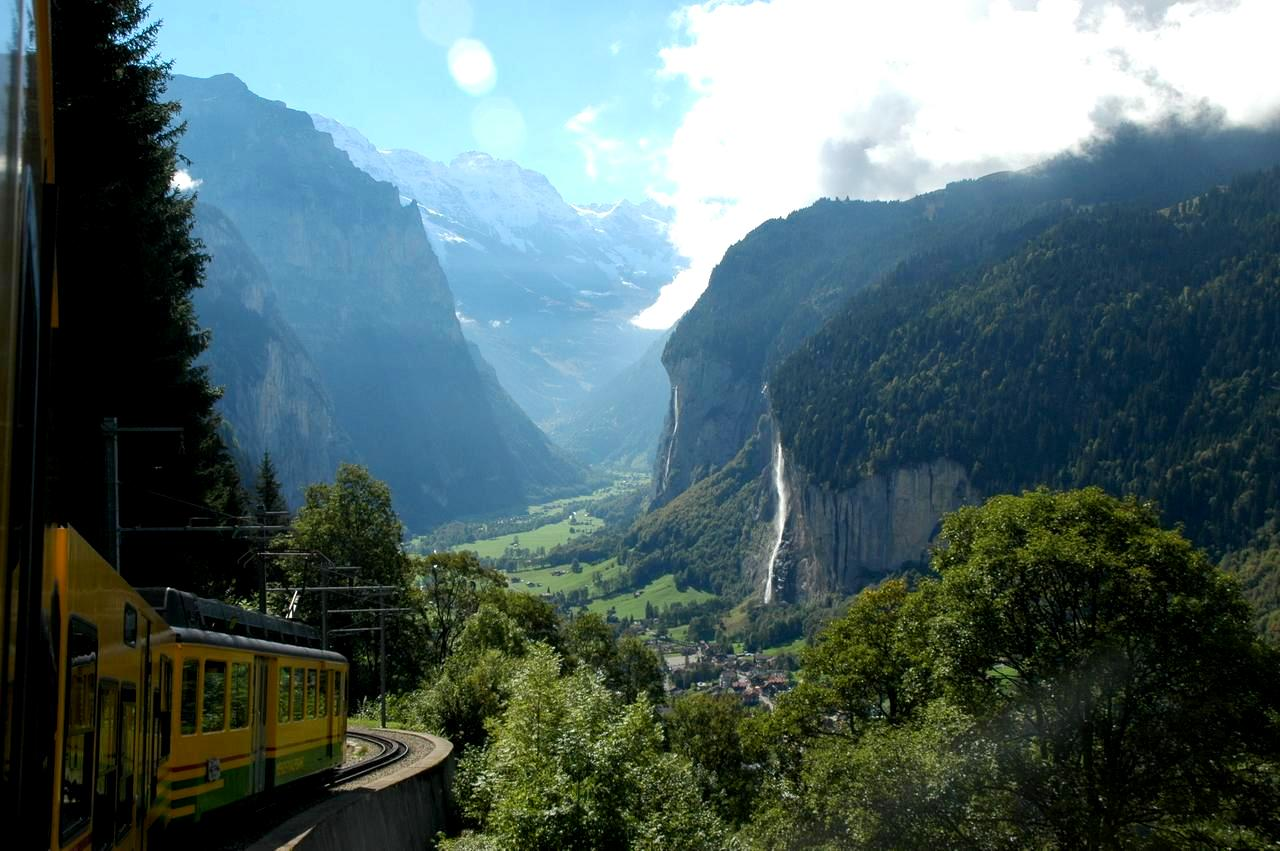
라우터브루넨

풍경의 아름다움과 산악 철도가 제공하는 즐거움은 북쪽 협곡의 부분을 관광객들이 가장 많이 찾는 곳으로 탈바꿈시켰다. 여행자들이 처음으로 알프스를 방문하기 시작한 이래 그린델발트, 라우터브루넨, 인터라켄이 유명했다. 그러나 대다수의 알프스 지역과 다르게 이 지역은 스위스 국내 여행자와 학자들이 많이 찾는 지역으로 남아있었다. 이에 따라 그리 어렵지 않은 고봉을 정복했으며 1841년 여러 과학자 동료들과 운터아어 빙하에 임시역을 만들어 과학 관측을 하도록 했다. 여러 과학자의 연구 결과는 여러 저작물과 연결됐으며 스위스 산악 활동에 영향을 많이 받았다. 영국 산악 클럽 또한 여러 활동에 임했으며 알레취호른과 슈렉호른의 첫 등정을 성공해냈다.

## 융프라우-알레치

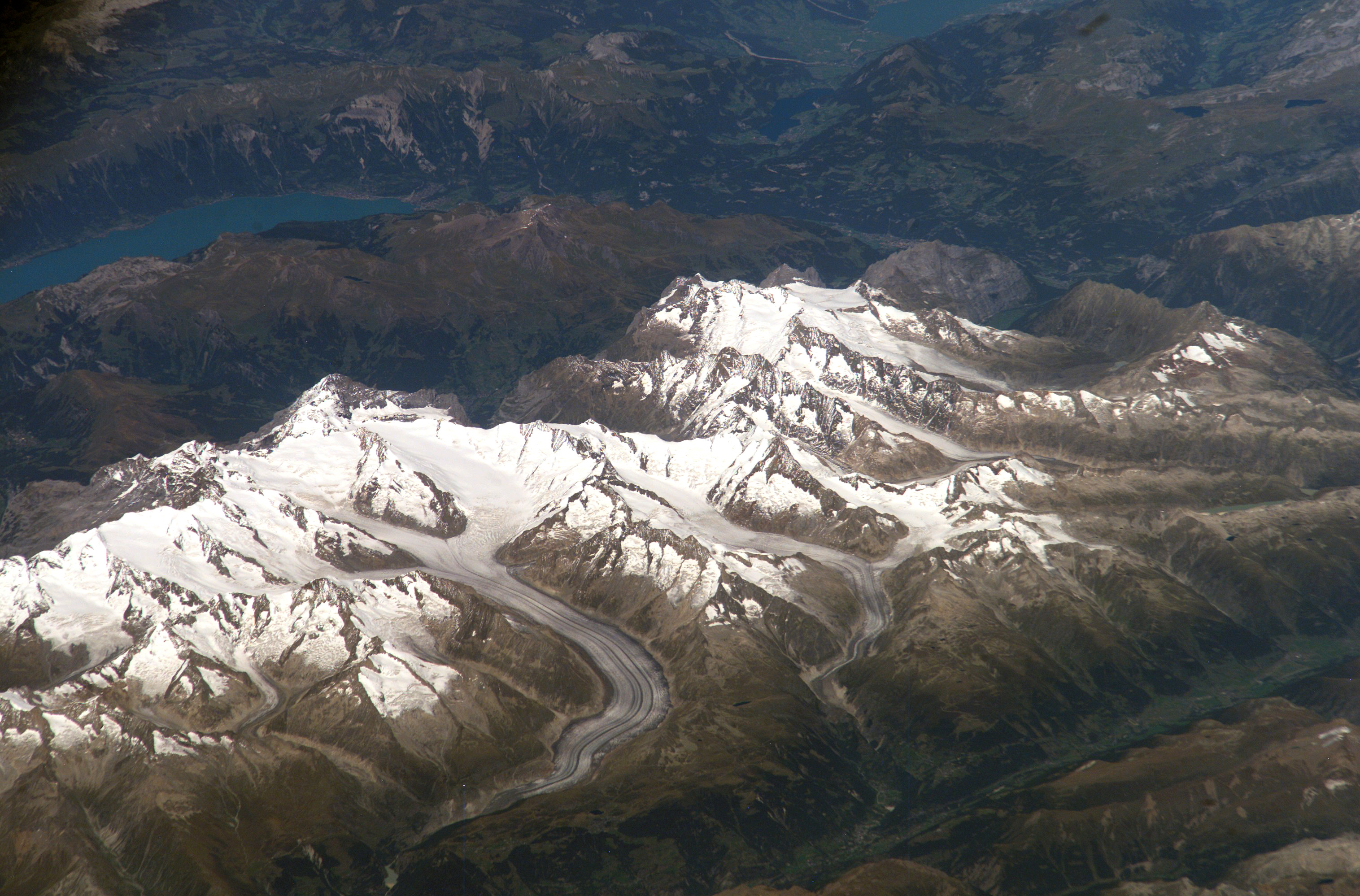
우주에서 본 융프라우-알레치

융프라우-알레치 지역은 베른 알프스 동쪽에 위치하며 알프스에서도 가장 빙하가 널리 분포하는 지역이다. 유네스코 세계 유산으로 2001년 지정됐으며, 2007년 그 영역이 확대됐다. 명칭 유래는 알레치 빙하에서 유래했으며 두 고봉이었던 융프라우-비취호른에서 따온 것이다. 이 지역에서 가장 인상적인 곳으로 꼽히며 실제적으로는 다른 주요한 빙하 협곡을 포함한다.

## 같이 보기
- 스위스 알프스
- 우리 알프스